# Денисова печера

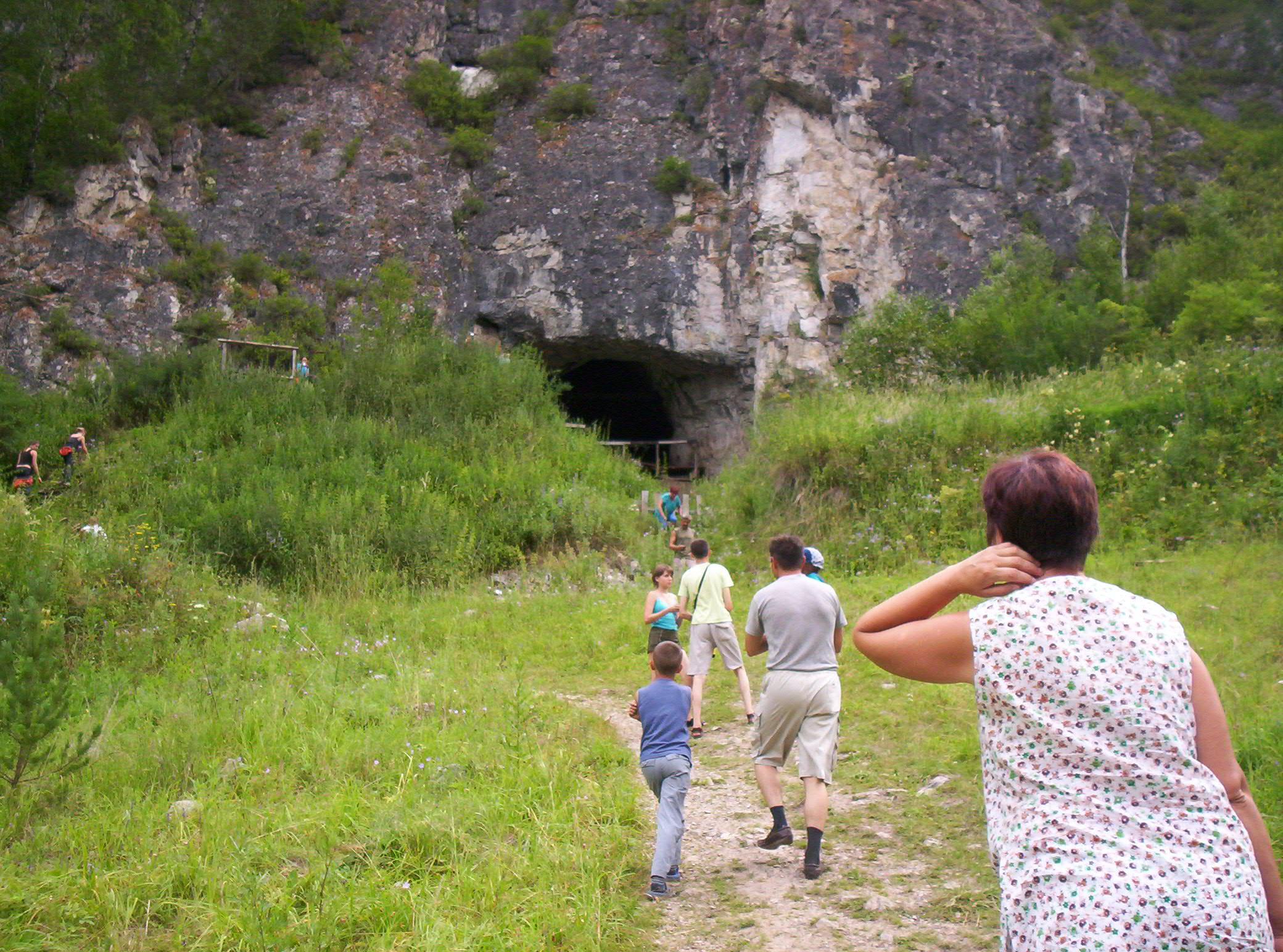
Денисова печера

Денисова печера (рос. Денисова) — печера на Алтаї, археологічна пам'ятка в Солонешенському районі, Алтайський край, Росія.  Загальна протяжність — 110 м. Глибина печери — N/A м, амплітуда висот — N/A м; загальна площа — 270 м²; об'єм — N/A м³.  Печера відноситься до Західноалтайської області Алтайської провінції Алтай-Саянської спелеологічної країни. Занесена до списку світової спадщини ЮНЕСКО[джерело?].

## Розташування
Печера розташована на правому борту долини річки Ануй за 4 км від села Чорний Ануй і за 40 км від районного центру Солонешне Алтайського краю. Висота над рівнем моря становить 670 м, над сучасним рівнем річки — 28 м. Печера горизонтального типу, з широким входом, розташована близько до води — впродовж багатьох тисячоліть служила надійним укриттям для людей і тварин.

## Походження назви
Існують дві версії щодо назви печери. Згідно з першою, наприкінці XVIII століття в печері оселився старець-старообрядник Діонісій, що провадив аскетичний спосіб життя. Згідно з іншою, неподалік печери були угіддя пастуха Дениса, що ховався тут під час негоди.
У корінного населення (алтайці) печера зветься Аю-Таш (Ведмежий камінь).

## Історія

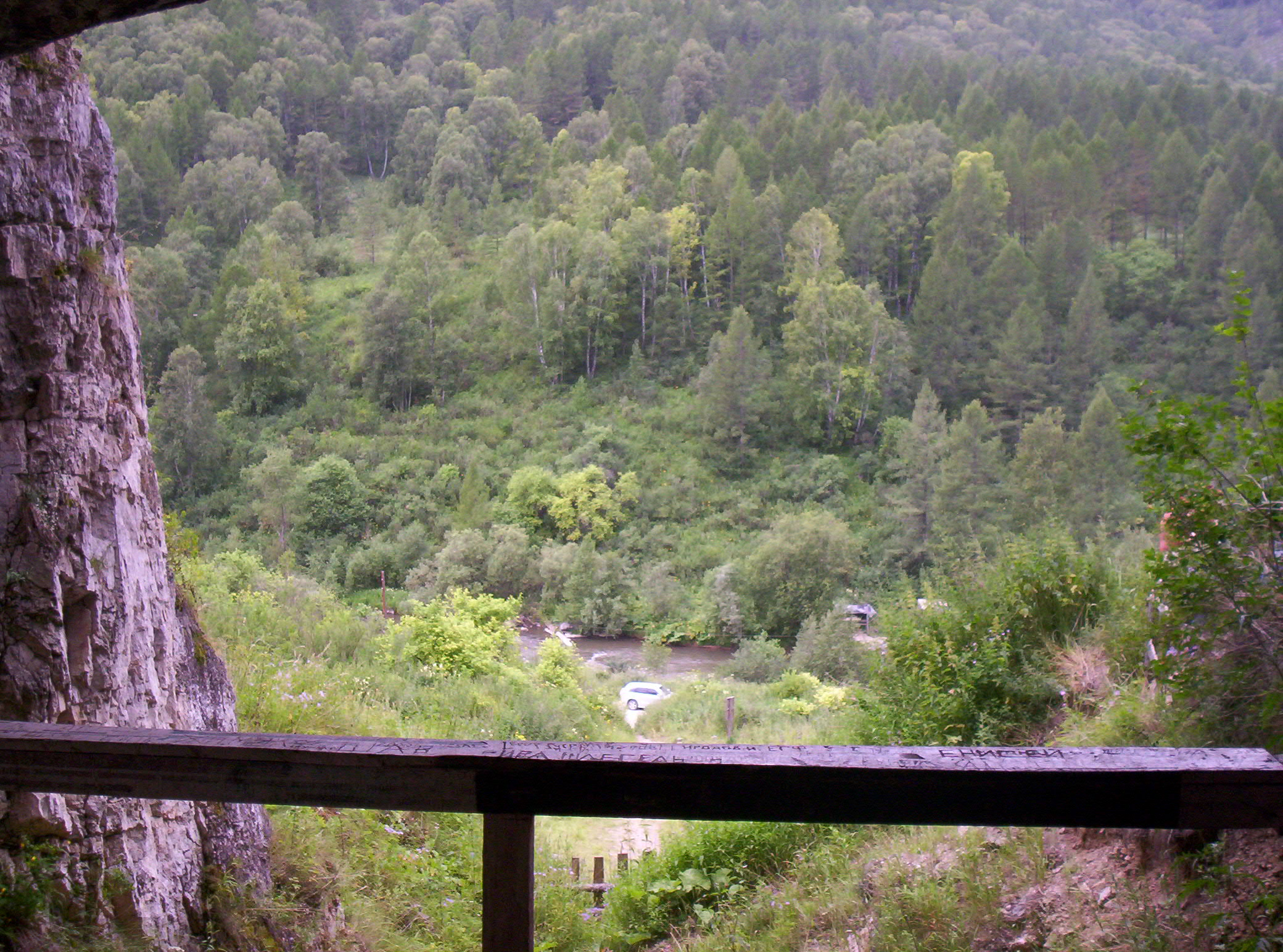
Вид з Денисової печери на долину річки Ануй

Для археології печера була відкрита в 1977 році Миколою Оводовим, коли було закладено два перші розвідувальні шурфи. З тих років і по теперішній час в печері проводяться археологічні розкопки, зібрано близько 50 000 експонатів які зберігаються в музеях Новосибірська, Бійська, в шкільних музеях Чорного Ануя і Солонешного.
У цій печері вже близько 300 000 років тому почали жити протантропи (Homo Heidelbergensis). При розкопках печери було виявлено більше 20 культурних шарів різних епох. Були знайдені останки неандертальців, знаряддя праці кам'яної доби, залізні знаряддя праці датовані XIV—XV століттями н. е. Виявлені найстародавніші останки людини що жила 42 000 років тому, а також залишки різних тварин, що жили в цій місцевості, зокрема давно вимерлих.

## Знахідки
- Під час польового сезону 2008 року російські археологи під керівництвом акад. А. Дерев'янка та доктора іст. наук М. Шунькова серед інших останків відкопали скам'янілу кістку мізинця людини. Подальшій біологічний аналіз знахідки провели вчені німецького інституту еволюційної антропології Товариства Макса Планка (Ляйпціг) під керівництвом докторів Йоганеса Краузе (Johannes Krause) та Сванте Пеебо (Svante Pääbo). Цей інститут спеціалізується на дослідженні неандертальців. Вік знахідки датується 30-48 тисячами років. Молекулярний аналіз виділеної мітохондріальної ДНК показав, що кістка належала гомініду — але ні виду Homo sapiens sapiens (сучасна людина), ні неандертальцям[3]. Істота, якій належав мізинець (жінка), ймовірно, зовні була ще менше схожа на сучасну людину ніж неандертальці, бо її геном відрізняється від людського ще більше ніж геном неандертальців. Таким чином, було відкрито ще один новий вид людиноподібної істоти, денисівську людину.
- Одну з найдревніших прикрас — жіночий браслет — знайдено саме в Денисовій печері. Археологи датують знахідку в 40-50 тис. років.[4]
- Крім того, археологи знайшли в печері фрагменти діадеми з бивня мамонта, якій 45-50 тисяч років.[5].